# カミーユ・カブラル

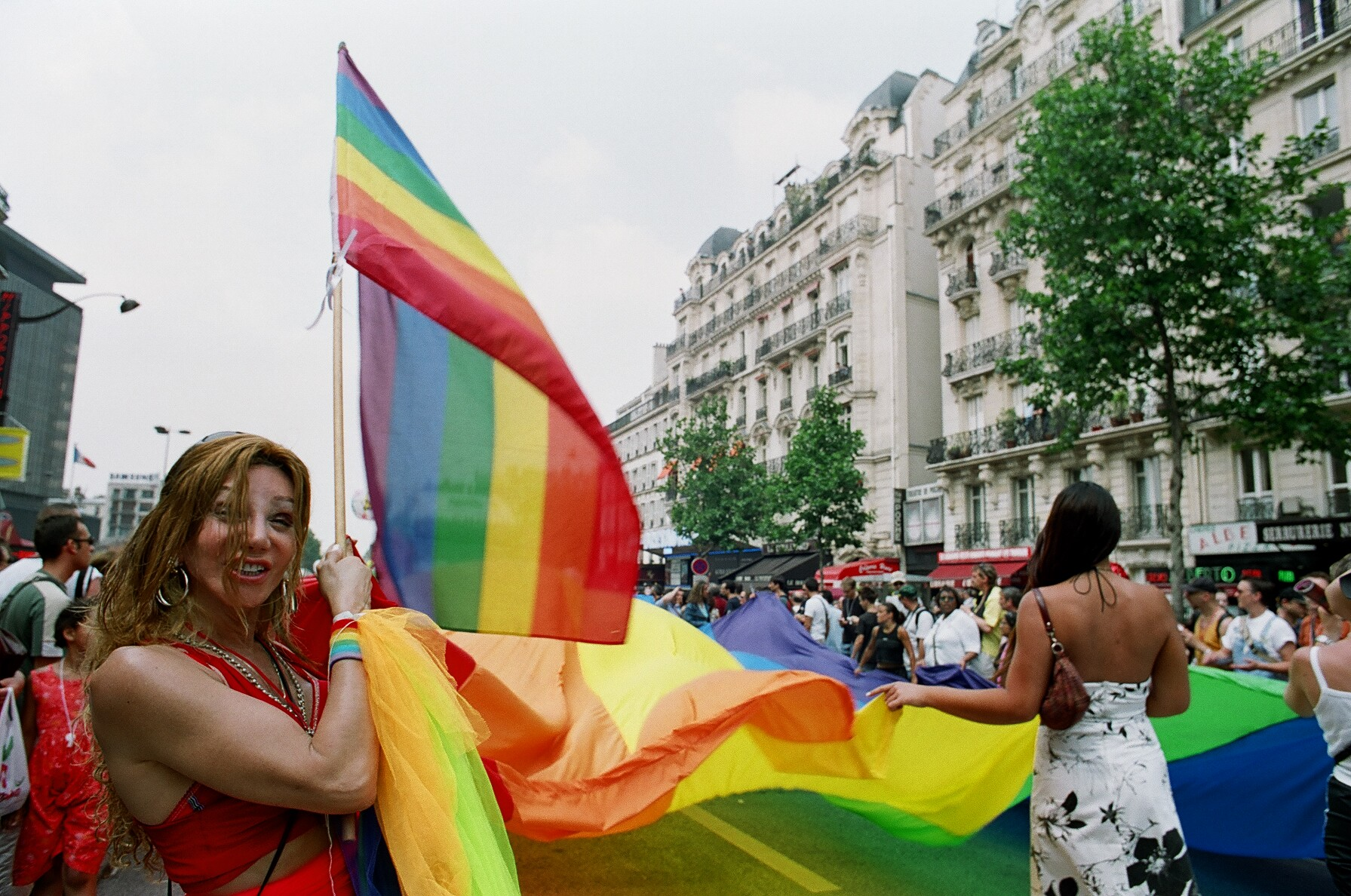
パリのゲイ・パレードでパフォーマンスを披露するPASTTのチーム, 2005年6月25日

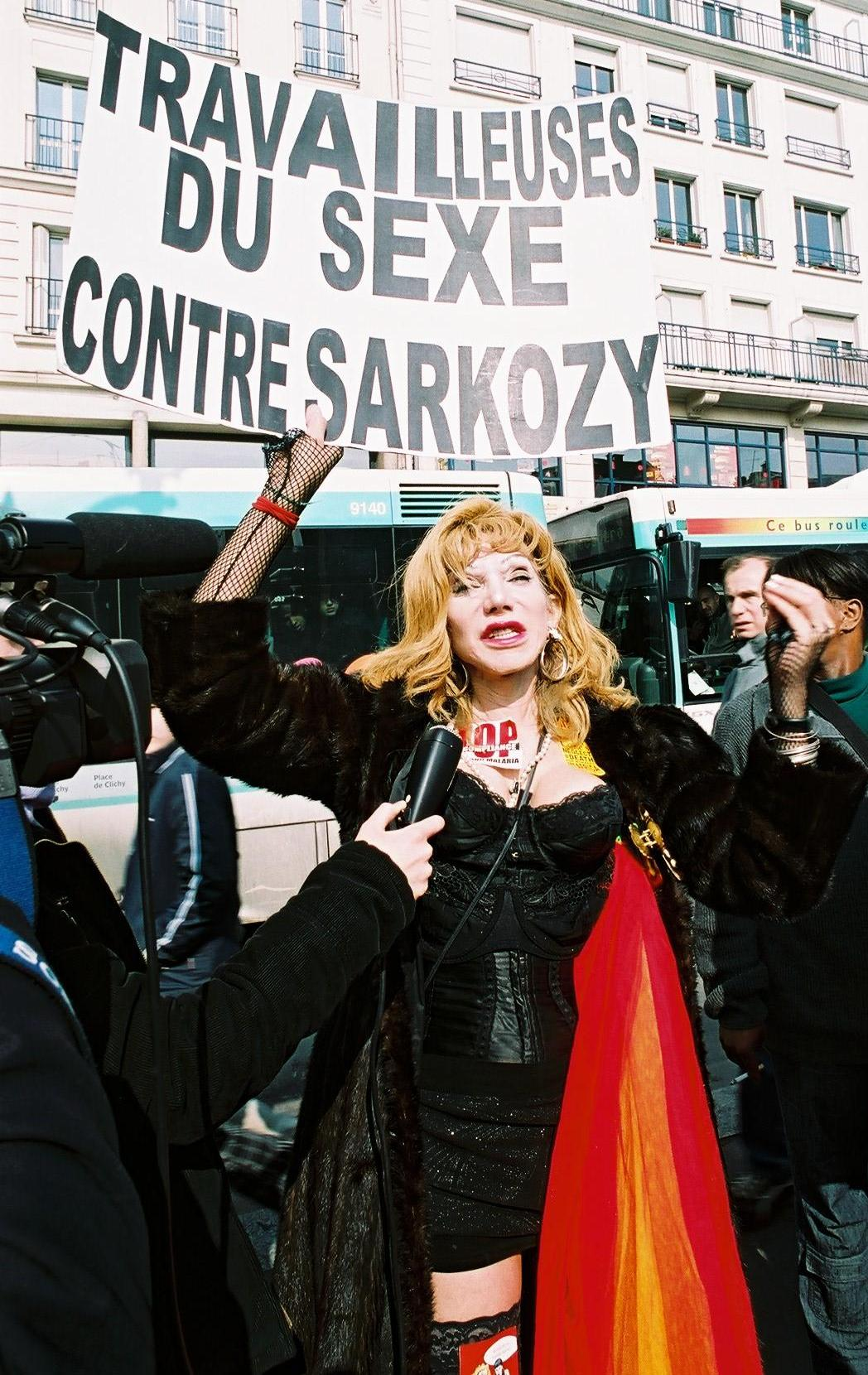
パリ市内で開かれたPute Prideに参加したカブラル区議, 2006年3月18日

カミーユ・カブラル（Camille Cabral、1944年5月31日 - ）は、フランスの政治家、トランスジェンダーの女性、皮膚科医、性労働者。2001年3月に緑の党公認でパリ第17区区議会議員選挙に当選し、以来、同区議を務めている。ブラジルパライバ州出身。

## 略歴
2002年国民議会議員選挙(6月9日、16日投票)では緑の党公認でパリ第17区から出馬し、832票(2.39%)を得て落選した。2006年10月にイル＝ド＝フランス地域圏の緑の党支部は「カブラル区議が緑の党から逸脱した行動をとっている」という理由からカブラルの再入党届けを不受理にした。2007年国民議会議員選挙(6月10日、17日投票)ではカブラル区議はパリ第5区から無所属で出馬し232票(0.78%)を得て落選した。

## 活動歴
- 1992年にHIVの予防啓発、トランスジェンダーの社会的地位向上、性労働者の人権擁護を目的とした協会PASTT[1](トランスジェンダーの労働と健康のための予防と行動)を創立し、代表に就任した。1997年10月31日に警察によって市民団体として認可される。
- 毎年6月の最終土曜日に開催されるパリのゲイ・パレードにPASTTは公式なチームとして参加している。
- 2006年3月18日にPASTTやAct Upが中心となって性労働者の祭典・売奴プライド(Pute Pride)を開催した。約300人の娼婦・男娼の活動家が集まり、「犯罪者でもなく犠牲者でもなく、ただ娼婦(男娼)であることに誇りを持つ」[2]をスローガンにして、性労働者の権利擁護を訴えてパリ市内を行進した。売奴プライド(Pute Pride)は毎年開催されることになり、2007年3月17日にもパリ市内で催された。

## 主張
- フランス国内における売春の完全な合法化を主張している。
- 性労働者(セックスワーカー)の権利擁護と待遇の改善を主張している。
- 街娼の取り締まりなどを目的に2003年3月19日に施行されたサルコジ法を廃止する。
- 大麻を合法化する。
- LGBTなどに対するあらゆる差別と闘う。
- 多文化主義を推進する。
- 環境主義を貫く。
- 動物の尊厳を尊重する。

## 註
1. ↑  Prévention et d'Action pour la Santé et le Travail des Transsexuel(le)sの頭文字をとってこの名前が付けられた。
2. ↑  "Ni victimes, ni coupables... fières d’être putes" !